# Café Express
Café Express (titlul original: în italiană Café Express) este o comedie dramatică italiană, realizată în 1980 de regizorul Nanni Loy, făcând pare din genul Commedia all'italiana. Protagoniști sunt actorii Nino Manfredi, Adolfo Celi, Vittorio Caprioli. 

## Conținut
Michele Abbagnano este un invalid napolitan de vârstă mijlocie, care pentru a putea supraviețui și a suporta cheltuielile operației fiului său în vârstă de 14 ani, bolnav de insuficiență cardiacă, vinde clandestin cafea, lapte cald și cappuccino în trenul de noapte pe traseul Vallo della Lucania la Napoli. Tot timpul trebuie să facă față la diverse situații dificile care apar pe parcursul călătoriei, evitarea controlorilor de bilete, a poliției feroviare sau a unui grup de hoți de buzunare care încearcă să-l șantajeze pentru a-l face complicele lor.

## Distribuție
- Nino Manfredi – Michele Abbagnano
- Adolfo Celi – inspectorul șef Ramacci Pisanelli
- Silvio Spaccesi – Giuseppe Sanguigno, șeful de tren
- Vittorio Caprioli – Improta, șeful hoților de buzunar
- Vittorio Mezzogiorno – Diodato Amitrano, zis "o' pazzo" (nebunul)
- Antonio Allocca – Califano, complicele lui Improta
- Gigi Reder – Antonio Cammarota, brancardierul
- Nino Terzo – Zappacosta, șeful de stație
- Roberto Della Casa – un pasager din tren
- Gerardo Scala – Nicola Scognamiglio, controlorul influențat
- Luigi Basagaluppi – Vigorito, controlorul bețiv
- Leo Gullotta – Imbastaro, pasagerul sașiu
- Ester Carloni – pasagera în vârstă
- Italo Celoro – muncitorul cu degetul bandajat
- Nino Vingelli – Gennarino
- Clara Colosimo – antreprenorul Valmarana
- Maurizio Micheli – contabilul
- Vittorio Marsiglia – Picone
- Marisa Laurito – Liberata
- Marzio Honorato – Ferdinando
- Giovanni Piscopo – "Cazzillo" Abbagnano, fiul lui Michele
- Tano Cimarosa – șeful poliției feroviare Panepino
- Lina Sastri – călugăgărița Camilla

## Premii
- 1980 Nastro d'argento
  - cel mai bun actor protagonist lui Nino Manfredi
  - cel mai bun subiect lui Elvio Porta